# Грязев, Иван Кириллович
Иван Кириллович Грязев (?- 18 июня 1634) — государственный деятель и дипломат, дьяк (1627), думный дьяк Приказа Казанского дворца (с 8 мая — 8 октября 1631), думный дьяк Посольского приказа (с 01 октября 1632), Думный дворянин (1632).

## Биография
Начал службу на рубеже XVI—XVII веков. В Смутное время оказался в тюрьме г. Ярославль, откуда был выпущен (март 1613). Подьячий Разрядного приказа (1613—1615) с годовым жалованием 35 рублей. Направлен гонцом в Англию (1615—1616). Дьяк Челобитного приказа (1617—1618). Дьяк в Астрахани (1618—1620), вместе с воеводой князем А. М. Львовым. Приводил в подданство ногайских мурз, освободил из плена 15 тысяч русских людей. Дьяк Поместного приказа (1621—1624), приказа Казанского дворца (1624—1631). Участник посольства в Данию (1631—1632). Вскоре после возвращения назначен руководителем Посольского приказа (1632—1634), после отставки предшественника Фёдора Фёдоровича Лихачёва Посольский приказ полгода работал без думного дьяка. Он возглавил Посольский приказ, когда Смоленская война уже началась. Патриарх Филарет Никитич взял твёрдый курс на скорейшее создание (до истечения срока Деулинского перемирия) открытие военных действий с Речью Посполитой в содружестве шведского короля Густава II.
И. К. Грязев уделял большое внимание разбору текущих дел, в большинстве случаев, он сам подписывал грамоты и памяти, адресованные другим ведомствам, воеводам и посольствам, вместо второго дьяка Матюшкина. Лично (в то время полагалось в присутствии бояр, от имени которых грамоты посылались) вручил шведскому послу Беренсону в Посольском приказе «беловой» текст ответной грамоты в Стокгольм (июль 1633). Участвовал в составлении тайного наказа и письма от имени царя Михаила Фёдоровича и патриарха Филарета, турецкому султану и великому визирю, отправленное с посольством (февраль 1633). В тайном наказе послам предписывалось добиваться немедленного вступления турок в войну, а также просить замены на престоле Крымского ханства Джанибек-Гирея, которого в Москве считали виновником набега (1632).
Международная обстановка стала приобретать неблагоприятный для России характер (июль 1633), когда крымских хан по сговору с поляками послал в набег на русские земли своего сына Мубарек-Гирея, который из-под осаждённого Дедилова (05 августа 1633) направил в Москву гонца. Гонца принял в Посольском приказе (16 августа 1633) И. К. Грязев и в ответ направили посольство в Крым (28 августа 1633) с согласием платить деньги в прежнем размере с соблюдением мира и отпуска без выкупа всего полона или часть пленных.
После смерти патриарха Филарета (октябрь 1633) И. К. Грязев единолично редактировал посольские наказы. Заседание Земского собора (29 января 1634) открыл своею речью, обсудив вопросы внешней политики. Совместно с боярином, князем Иваном Борисовичем Черкасским (руководитель правительства), принимал (14 января 1634) Воронец — посла короля Владислава IV, после неудачной Смоленской войны. Итогом переговоров явился русско-польский съезд на реке Поляновке (май 1634) и подписание Поляновского мирного договора с Речью Посполитой, завершивший Смоленскую войну (05 июня 1634). Умер Иван Гаврилович, (18 июня 1634).

## Собственность
В Писцовой книге (1623—1624) имеется запись: "В Островецком стане (нынешние подмосковные Люберцы) за дьяком Иваном Кирилловичем сыном Грязева полдеревни Назаровы, Либерицы тож …. на речке Либирице, а в ней двор вотчинников да крестьянских 6 дворов… ". Данная собственность попала Грязеву по закладной Семёна Давыдова из приданого своей жены (1621). Единоличным хозяиным деревни Назарово-Либерицы Иван Кириллович стал (1627). Кроме упомянутой деревни в собственности были: село Богородское (Микулино), селища Васково, и Ивашково, пустоши Алёшково, Семенково, Шарапково и Костино Московского уезда. В центральной усадьбе был отстроена многоярусная повалуша (дворец) с выступающим двухмаршевым крыльцом и трёхчастными жилыми покоями. В своей резиденции И. К. Грязев построил православную церковь (1632): «Новоприбыльная церковь в Московском уезде, в вотчине дьяка Ивана Грязева, во имя Преображенья Господня да в пределе Иоанна Предтечи, дани положено 5 алтын, 2 деньги и нынешнего (1632) года февраля в 24 день, по челобитью дьяка Ивана Грязева, дана ему Государственная Патриархова несудимая грамота, а велено ему дань платить на Москве вдвое». Храм служил людям в течение 300 лет и был уничтожен, как и многие другие церкви, в середине 30-х годов XX века.
Также ему принадлежало поместье в Перевицком стане Рязанского уезда (1615).
За освобождение 15 тысяч русских пленников на воеводстве в Астрахани, ему пожаловано 1/5 часть из поместья Грузии в вотчину (1627).

## Семья
- Отец: Кирилл Андреевич — скончался (02 февраля 1623).
- Мать: Ирина (в постриге с 05 февраля 1624 Александра).
- Жена: Пелагея — скончалась (1639).
- Брат: Мина Кириллович — дьяк, воевода в Кайгородке (1627—1628), Еренске (1632), дьяк Костромской (1633—1635), Владимирской и Галичкой четвертей (1638—1643), Сыскного приказа (1638—1644), Устюжской четверти (1644—1649), приказа Великого княжества Литовского (1647), приказа Сбора даточных людей (1648—1649), участник посольства в Персию (1635), дьяк в Путивле (1649—1650), Казани (1653—1656), умер (1661).

Все указанные Грязевы похоронены в ограде Симонова монастыря в г. Москва (могилы утрачены).